# شروق نجمي

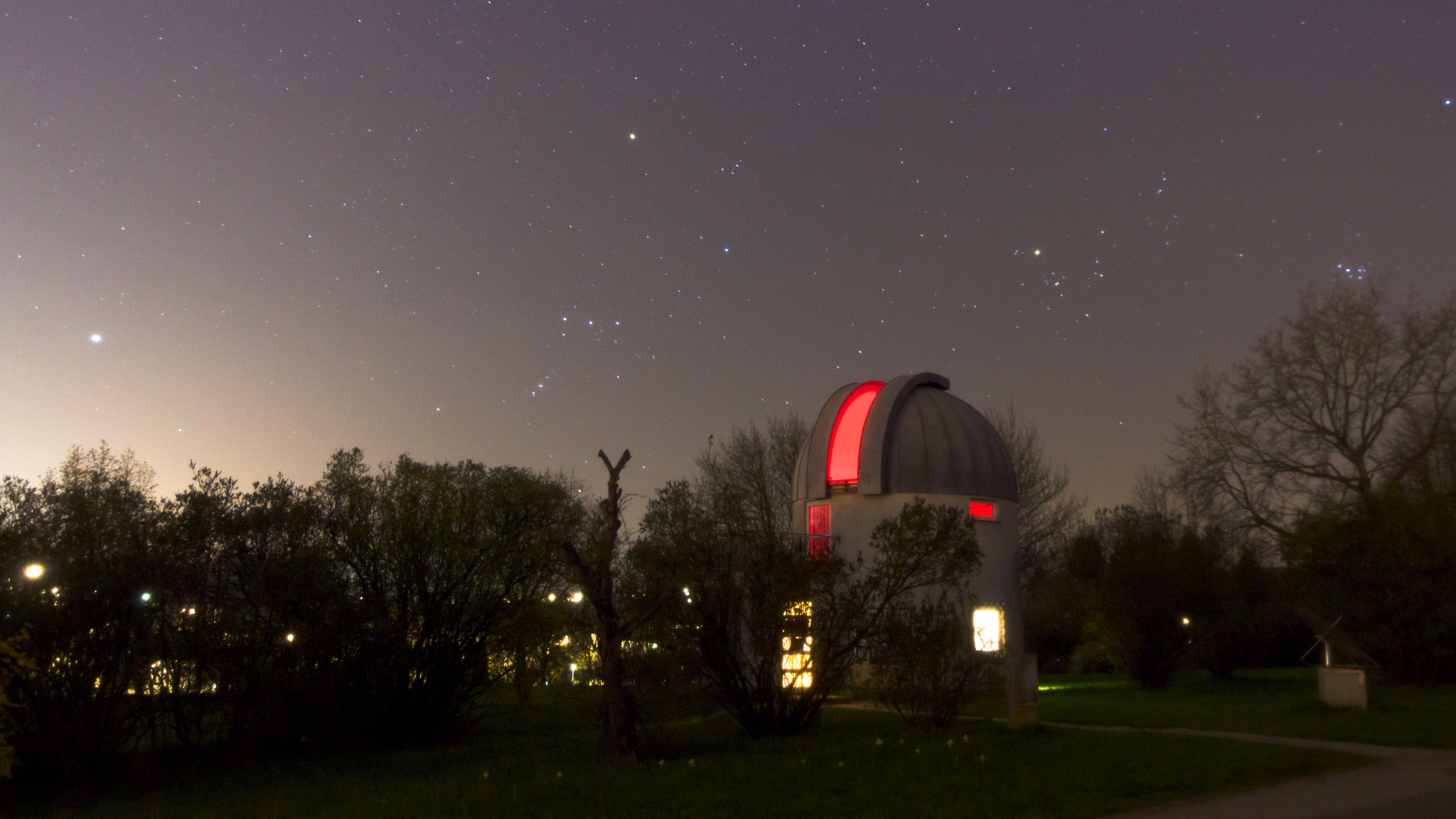

الشروق النجمي (بالإنجليزية: Heliacal rising)‏ هي ظاهرة فلكية يصبح خلالها نجم معين مرئيا و قابلا للرصد بالعين المجردة في الأفق الشرقي قبل شروق الشمس بفترة وجيزة (إلى ان يختفي في ضوءها خلال النهار) , ثم تزيد تلك الفترة بين الشروقين تدريجيا في الأيام التالية نتيجة حركة النجم في قبة السماء تجاه الغرب بمعدل درجة واحدة يوميا الي أن يصبح غير قابل للرصد لفترة بسبب وقوعه أخيرا أسفل الأفق الغربي و تعرف تلك الفترة بفترة الإعداد إلى أن يظهر مجددا في الشروق النجمي التالي و الذي يحدث بعد عام تقريبا.
- أما النجوم القطبية والتي إما أن ترصد بشكل دائم في قبة السماء من خط عرض معين أو ألا ترصد أبدا (إذا تواجدنا عند خط العرض المقابل في نصف الكرة الأرضية الآخر) فهي لا تمر بمرحلتي الشروق النجمي و الإعداد، فعلى سبيل المثال لا يمكن لسكان أستراليا رؤية نجم الشمال -الذي يراه سكان أوروبا بشكل دائم- في حين لا يمكن لسكان أوروبا رؤية كوكبة صليب الجنوب -التي يراها سكان أستراليا بشكل دائم- أبدا.
- أخذت الحضارات القديمة من ظاهرة الشروق النجمي وسيلة جديدة لتقسيم الفصول في السنة فيما يعرف بالتقاويم النجمية و لعل أشهرها التقويم المصري القديم و المبني على الشروق النجمي لنجم الشعرى اليمانية.